# Get set GO!! 〜BeForU astronauts set〜
『Get set GO!! 〜BeForU astronauts set〜』（ゲット セット ゴー!! ビーフォーユー アストロノーツ セット）は、日本の女性歌手グループ、BeForUの3枚目のシングルであり、またこのシングルやDVDなどが封入されたセット品の名称でもある。

## 解説
- 2006年12月22日にavex modeよりコナミスタイルから「CD+DVD+Tシャツ」の形態で数量限定で発売された。DVDには「Red Rocket Rising」のプロモーションビデオ、メイキングビデオ、メンバーへのインタビューが収録されている。
- 「Get set GO!!」は毎日放送『アニメシャワー』3月度オープニングテーマ。

## 収録曲

### CD
前述の通り通算3枚目のシングル作品となるが、メジャーシングルとしてはカウントされていない（次作品の『Strike Party!!!』がメジャー2ndシングルとされている）。
1. Get set GO!!
作詞：小坂りゆ
作曲・編曲：LOVE+HATE
2. Red Rocket Rising English edit.
作詞：小坂りゆ
訳詞:frances maya
作曲・編曲：LOVE+HATE
3. Meldy Life in the Rock
歌唱：Noria
作詞：Noria
作曲：石川貴之
編曲：明石昌夫
4. Get set GO!! Instrumental

### DVD
1. Red Rocket Rising promotion clip
2. making of R×3
3. Message from RIYU
4. Message from Noria
5. Message from YOMA
6. Message from SAYAKA
7. Message from LISA
8. Message from MIHARU